# Coupe des clubs champions européens 1960-1961
Navigation
Édition précédente Édition suivante
La Coupe des clubs champions européens 1960-1961 a vu la victoire du Benfica.
C'est le premier sacre d'un club portugais dans cette compétition.
28 équipes de 27 associations de football ont pris part à la compétition qui s'est terminée le 31 mai 1961 par la finale au Stade du Wankdorf à Berne.

## Tour préliminaire
| Équipe 1                   | Résultat     | Équipe 2                    | Aller | Retour |
| -------------------------- | ------------ | --------------------------- | ----- | ------ |
| Heart of Midlothian FC     | 1 - 5        | SL Benfica                  | 1 - 2 | 0 - 3  |
| FK Étoile rouge            | 1 - 5        | Újpesti Dózsa SC            | 1 - 2 | 0 - 3  |
| Århus GF 1880              | 3 - 1        | CWKS Legia Varsovie         | 3 - 0 | 0 - 1  |
| Fredrikstad FK             | 4 - 3        | AFC Ajax                    | 4 - 3 | 0 - 0  |
| IFK Helsinki               | 2 - 5        | IFK Malmö                   | 1 - 3 | 1 - 2  |
| Juventus FC                | 3 - 4        | CDNA Sofia                  | 2 - 0 | 1 - 4  |
| SC Rapid                   | 4 - 1        | Beşiktaş JK                 | 4 - 0 | 0 - 1  |
| Limerick AFC               | 2 - 9        | BSC Young Boys              | 0 - 5 | 2 - 4  |
| Stade de Reims             | 11 - 1       | AS La Jeunesse d'Esch       | 6 - 1 | 5 - 0  |
| CF Barcelone               | 5 - 0        | K. Lierse SK                | 2 - 0 | 3 - 0  |
| SC Wismut Karl-Marx-Stadt  | Q. - forfait | Glenavon FC                 | -     | -      |
| DSO Spartak Hradec Králové | Q. - forfait | CCA                         | -     | -      |
| Hambourg SV                | exempté      |                             | -     | -      |
| Burnley FC                 | exempté      |                             | -     | -      |
| Panathinaïkós AO           | exempté      |                             | -     | -      |
| Real Madrid CF             | exempté      | en tant que tenant du titre | -     | -      |

## Huitièmes de finale
| Équipe 1                   | Résultat | Équipe 2                  | Aller | Retour | Appui |
| -------------------------- | -------- | ------------------------- | ----- | ------ | ----- |
| SL Benfica                 | 7 - 4    | Újpesti Dózsa SC          | 6 - 2 | 1 - 2  | -     |
| Århus GF 1880              | 4 - 0    | Fredrikstad FK            | 3 - 0 | 1 - 0  | -     |
| IFK Malmö                  | 2 - 1    | CDNA Sofia                | 1 - 0 | 1 - 1  | -     |
| SC Rapid                   | 4 - 3    | SC Wismut Karl-Marx-Stadt | 3 - 1 | 0 - 2  | 1 - 0 |
| BSC Young Boys             | 3 - 8    | Hambourg SV               | 0 - 5 | 3 - 3  | -     |
| Burnley FC                 | 4 - 3    | Stade de Reims            | 2 - 0 | 2 - 3  | -     |
| DSO Spartak Hradec Králové | 1 - 0    | Panathinaïkós AO          | 1 - 0 | 0 - 0  | -     |
| Real Madrid CF             | 3 - 4    | CF Barcelone              | 2 - 2 | 1 - 2  | -     |

## Quarts de finale
| Équipe 1     | Résultat | Équipe 2                   | Aller | Retour |
| ------------ | -------- | -------------------------- | ----- | ------ |
| SL Benfica   | 7 - 2    | Århus GF 1880              | 3 - 1 | 4 - 1  |
| SC Rapid     | 4 - 0    | IFK Malmö                  | 2 - 0 | 2 - 0  |
| Burnley FC   | 4 - 5    | Hambourg SV                | 3 - 1 | 1 - 4  |
| CF Barcelone | 5 - 1    | DSO Spartak Hradec Králové | 4 - 0 | 1 - 1  |

## Demi-finales
| Équipe 1     | Résultat | Équipe 2    | Aller | Retour | Appui |
| ------------ | -------- | ----------- | ----- | ------ | ----- |
| SL Benfica   | 4 - 1    | SC Rapid    | 3 - 0 | 1 - 1  | -     |
| CF Barcelone | 3 - 2    | Hambourg SV | 1 - 0 | 1 - 2  | 1 - 0 |

## Finale
| Finale                           | SL Benfica                                   | 3 – 2   | CF Barcelone            |                                                                            |                                                                            |
| Mercredi 31 mai 1961 19 h 00 CET | Águas 31e · Ramallets 32e (csc) · Coluna 55e | (2 - 1) | 21e Kocsis · 75e Czibor | Stade du Wankdorf, Berne Spectateurs : 26 732 Arbitrage : Gottfried Dienst | Stade du Wankdorf, Berne Spectateurs : 26 732 Arbitrage : Gottfried Dienst |
| Mercredi 31 mai 1961 19 h 00 CET | Rapport                                      |         |                         | Stade du Wankdorf, Berne Spectateurs : 26 732 Arbitrage : Gottfried Dienst | Stade du Wankdorf, Berne Spectateurs : 26 732 Arbitrage : Gottfried Dienst |

## Meilleurs buteurs
- Statistiques officielles de l'UEFA

| Rang | Buteur             | Club         | Buts |
| ---- | ------------------ | ------------ | ---- |
| 1    | José Águas         | SL Benfica   | 11   |
| 2    | Evaristo de Macedo | CF Barcelone | 6    |
| 2    | José Augusto       | SL Benfica   | 6    |